# Huisorde van Albrecht de Beer

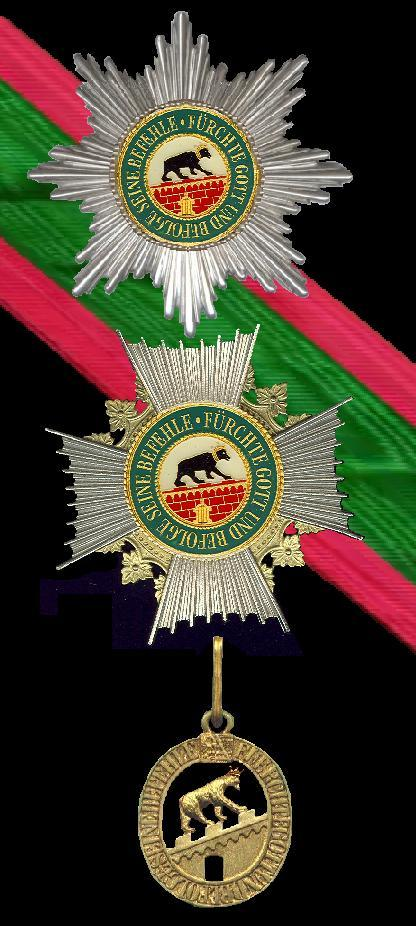
Het lint, de ster van een grootkruis, de plaque van een commandeur der eerste klasse en het juweel van de Huisorde van Albrecht de Beer. Particuliere verzameling Groningen.

De Huisorde van Albrecht de Beer (Duits: "Hausorden Albrecht des Bären" of "herzoglich Anhaltinische Hausorden Albrecht des Bären") is in 1836 door de drie hertogen van Anhalt; Hendrik van Anhalt-Köthen, Leopold IV Frederik van Anhalt-Dessau en Alexander Karel van Anhalt-Bernburg gesticht als gezamenlijke Huisorde.
De naamgever van de orde, Albrecht I (1100-1170) was de eerste markgraaf van Brandenburg uit het huis der Ascaniërs. De herkomst van zijn bijnaam "de Beer" is niet bekend.
Deze ridderorde kende vier graden. In 1854 werd er een ridder der tweede klasse aan toegevoegd. In 1864 werd door Leopold Friedrich, die dankzij het uitsterven van de andere takken van de familie nu Hertog van Anhalt was geworden, in de statuten vastgelegd dat de orde ook met zwaarden aan de ring kon worden verleend.
In 1901 werd door Hertog Frederik I een kroon ingesteld die als bijzondere onderscheiding boven de juwelen - men kan bij deze ronde gegoten ordetekens niet van kruisen spreken - werd aangebracht. De sterren van de orde bleven onveranderd.

## De versierselen van de Orde.
Het juweel van de orde is een gouden gegoten en gescilliseerd medaillon met de afbeelding van een gekroonde beer met halsband die op de kantelen van een muur loopt. In de muur bevindt zich een open poort. Boven de beer is het wapen van Anhalt, en aan de keerzijde dat van de Askaniërs, aangebracht. Op de rand van het medaillon staat de spreuk "Fürchte Gott und befolge Seine Befehle" (Duits: "Vreest God en volg zijn bevelen") en aan de keerzijde "Albrecht der Baer reg:1123 bis 1170". 
De ster van de orde was van zilver met een geëmailleerd medaillon met het motto van de orde en het motief van de beer.De poort in de rode muur is gesloten en van goud.
De kroon die in zeldzame gevallen (aan 15 grootkruisen, 10 grootofficieren, 20 commandeurs, en twee maal 60 ridders) werd toegekend was van goud, of in het geval van de ridders der IIe klasse, van zilver. 
Het lint was Groen met twee brede rode zijstrepen.

## De orde kent de volgende vijf rangen en drie medailles.

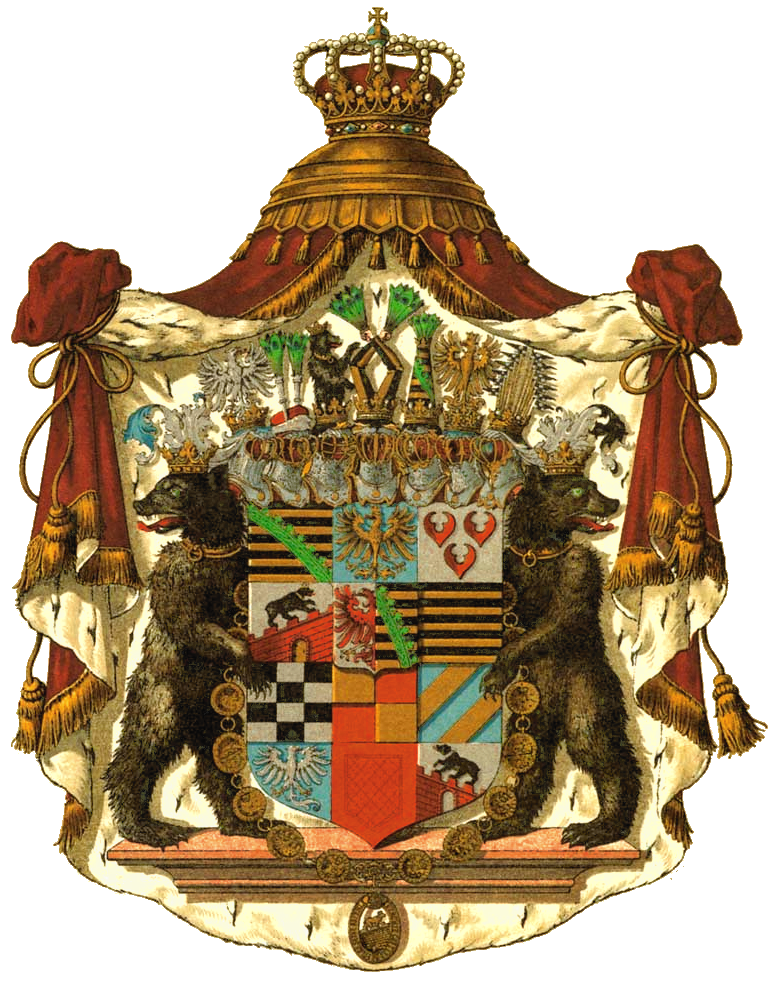
De keten van de orde, merkwaardig genoeg niet geëmailleerd, hangt om het grote wapenschild van de Hertog van Anhalt.

- Grootkruis. De grootkruisen droegen het juweel van de orde aan een keten van 16 geschakelde medaillons of aan een breed lint over de rechterschouder op de linkerheup. Vier van de medaillons toonden het wapen van Anhalt, drie een zwarte gekroonde beer met gouden halsband lopende op de kantelen van een rode muur, en de anderen het gekroonde monogram van de stichters.

De grootkruisen droegen ook een achtpuntige zilveren ster.  
- Commandeur Ie klasse. Zij droegen een iets kleiner juweel aan een lint om de hals en een plaque, een borstkruis, van de orde op de linkerborst.De Rautenkroon van Saksen in de vier armen van het kruis is verguld.

- Commandeur IIe klasse. Zij droegen een iets kleiner juweel aan een lint om de hals.

- Ridder (na 1854 ridder der Ie klasse). Zij droegen een klein juweel van goud aan een lint, twee vingers breed, op de linkerborst. In de Eerste Wereldoorlog noemden de soldaten deze decoratie "de honingbeer".

- Ridder der IIe klasse. Zij droegen een klein juweel van zilver aan een lint, twee vingers breed, op de linkerborst. Dit medaillon werd "de ijsbeer" genoemd.

In de literatuur wordt ook een "prinsessenkruis" van deze orde, een onderscheiding die een Damesorde genoemd mag worden, vermeld.
De aan de orde verbonden Medaille voor Verdienste werd aan het lint van de orde gedragen.
Aan de orde waren sinds 1850 ook twee reddingsmedailles voor "redding uit gevaar" verbonden. Deze ronde gouden en zilveren medailles toonden het berenmotief en werden gedragen aan linten met iets smallere rode strepen. Dit lint mocht niet los worden gedragen.
In 1875 werden de statuten herzien en werd een aan de Huisorde verbonden "Orde van Verdienste voor Wetenschap en Kunst" ingesteld.
De huidige chef van het Huis der Askaniërs, Eduard Hertog van Anhalt, hertog van Saksen, Engern en Westfalen, graaf van Askania en zoon van de laatste regerende hertog is grootmeester van deze Orde.